# Valérie Devaux-Galli
Ne pas confondre avec Valérie Devaux, femme politique française
Valérie Devaux-Galli, née le 29 avril 1967, est une escrimeuse française.

## Biographie
Valérie Devaux-Galli est originaire du Havre mais réside à Boulazac Isle Manoire où elle enseigne l'escrime.
Elle rejoint l'équipe de France d'épée dames en 1987, à vingt ans, alors que la discipline vient tout juste de s'ouvrir aux femmes. Avec ses compatriotes, elle remporte deux titres de vice-championne du monde : d'abord en 1988 à Orléans avec Nathalie Devillers, Brigitte Benon et Sophie Moressée-Pichot, puis en 1991 à Budapest avec Marlène Hauterville, Brigitte Benon, Valérie Barlois et Florence Topin,. S'ensuit une médaille de bronze par équipes à l'Universiade de Sheffield en 1991 aux côtés de Florence Hardouin, Dominique Pagnon, Sangita Tripathi et Valérie Barlois.
Le rêve de Devaux-Galli reste toutefois de participer aux Jeux olympiques. Si sa discipline, l'épée dames par équipes, n'est pas présente aux Jeux de Séoul 1988 et de Barcelone 1992, elle est introduite à l'occasion des olympiades d'Atlanta en 1996. Elle échoue toutefois à se qualifier. Après une période d'incertitude, elle reprend sa carrière en 1997. En 2000, elle se classe deuxième aux championnats de France après une défaite face à Laura Flessel. Proche de se qualifier pour les Jeux de Sydney, elle se blesse (tendinite au coude) et n'est pas guérie à temps pour les qualifications.
A la suite de cette blessure, elle met fin à sa carrière de sportive professionnelle et se tourne vers l'enseignement et la peinture. Elle devient professeur d'éducation physique et sportive à Périgueux et pratique aussi la peinture.
Elle reste toutefois proche de l'escrime et de sa fédération. Entre autres, elle est sélectionneuse de l'équipe de France féminine juniore d'épée entre 2004 et 2012 et supervise une section sportive escrime dans l'établissement où elle travaulle. Il lui arrive également de participer à des compétitions, comme les championnats de France senior N2 en 2010.

## Palmarès
- Championnats du monde
  -  Médaille d'argent en épée par équipe aux championnats du monde 1991 à Budapest
  -  Médaille d'argent en épée par équipe aux championnats du monde 1988 à Orléans

- Épreuves de coupe du monde
  -  Stella-Line Cup indiv

- Universiades
  -  Médaille de bronze par équipes à l'Universiade d'été de 1991 à Sheffield

- Championnats de France
  -  Médaille d'argent en individuel aux championnats de France 2000[1]